# Ulrike Holzner
Ulrike Holzner (* 18. September 1968 in Mainz) ist eine ehemalige deutsche Sportlerin, die zuerst in der Leichtathletik beim USC Mainz (Weitsprung und Siebenkampf) und dann im Zweierbob aktiv war.

## Karriere

### Erfolge

#### Leichtathletik
- Deutsche Hallenmeisterin mit der 4 × 200-m-Staffel 1999.
- Deutsche Meisterin mit der Siebenkampf-Mannschaft 2000.

#### Zweierbob
Zum Bobsport wechselte die Leichtathletik vom USC Mainz 1999. Im Januar 2000 startete die mehrfache deutsche Meisterin zusammen mit ihrer Pilotin Katrin Dosthaler bei den Deutschen Meisterschaften am Königssee, wo sie im ersten Rennen ihrer Bobkarriere Platz zwei belegte. Es erfolgte die Nominierung in das deutsche Nationalteam für die Weltcupsaison 2000/01. Nach zwei neunten Plätzen im Überseeweltcup in Calgary wechselte sie ins Bobteam Prokoff. Zusammen mit Sandra Prokoff gewann Ulrike Holzner den ersten Weltcup für Deutschland auf der Olympiabahn in Salt Lake City. In der Weltcup-Saison 2001/02 gewann das Bobteam Prokoff/Holzner alle Weltcuprennen. Zusammen mit ihrer Pilotin Sandra Prokoff errang sie bei den Olympischen Winterspielen 2002 in Salt Lake City die Silbermedaille im Zweierbob. Dafür wurden beide am 6. Mai 2002 mit dem Silbernen Lorbeerblatt ausgezeichnet.
Zusammen mit Sandra Prokoff nahm sie auch an folgenden Bobwettkämpfen teil:
- Bob-Weltcup 2002/03
  - 1. Platz beim Weltcup in Calgary (Kanada) am 23. November 2002
  - 1. Platz beim 2. Weltcup in Calgary (Kanada) am 24. November 2002
  - 1. Platz beim 4. Weltcup in Park City (USA) am 1. Dezember 2002
  - 1. Platz beim 5. Weltcup in Lake Placid (USA) am 14. Dezember 2002
  - 2. Platz beim 8. Weltcup in Igls (Österreich) am 19. Januar 2003
- Silbermedaille bei der Bob-Weltmeisterschaft 2003

### Weltcupsiege
Zweierbob Damen
| Nr. | Datum         | Ort            | Bahn                                                |
| --- | ------------- | -------------- | --------------------------------------------------- |
| 1.  | 10. Nov. 2001 | Winterberg     | Bobbahn Winterberg 1                                |
| 2.  | 11. Nov. 2001 | Winterberg     | Bobbahn Winterberg 1                                |
| 4.  | 22. Nov. 2001 | Innsbruck-Igls | Olympia Eiskanal Igls 1                             |
| 5.  | 24. Nov. 2002 | Calgary        | Bob- und Rennschlittenbahn im Canada Olympic Park 1 |
| 6.  | 1. Dez. 2002  | Park City      | Bobbahn Park City 1                                 |
| 7.  | 14. Dez. 2002 | Lake Placid    | Olympia-Bobbahn Lake Placid 1                       |

### Auszeichnungen
- Rheinland-Pfälzische Sportlerin des Jahres 2002